# Zalabaromfi Zrt.
A Zalabaromfi Zrt. valójában két cégből álló cégcsoport volt, amely a Zalabaromfi Szárnyas Húsfeldolgozó Zrt. és a Zalabaromfi Kereskedőház Zrt. cégekből állt. Székhelye Zalaegerszeg volt.

## Története
1996-ban kibővítette a Zalaegerszegi hűtőházát, mellyel a térség meghatározó tárolóbázisává vált.
2000-ben árbevétel szerint Magyarország 56. legnagyobb élelmiszeripari vállalkozása volt, 8540 millió forint nettó árbevétellel.Ágazati tanulmány az élelmiszeripar helyzetéről (pdf)
2004. augusztus 24-én keletkezett és 31-én eloltott tűz Zalaegerszegen a Zalabaromfi Rt. tulajdonában lévő Goldsun Rt. hűtőházában egy milliárd forintos károkat okozott, melyet az előírt biztosítások fedeztek. Tart a hulladék- és romeltakarítás a zalaegerszegi hűtőháznál
A CIB Bank Zrt. 2008. szeptember 1-jén az ügyfélcsoport egyéb tartozása miatt értesítés nélkül zárolta a Zalabaromfi Szárnyas Húsfeldolgozó Zrt. és a Zalabaromfi Kereskedőház Zrt. számláit. A CIB Bank Zrt. a banktitok miatt nem adhatott részleteket a dolgozók és a sajtó érdeklődésére. A CIB Bank a cég 650 dolgozójának 2 hét késéssel felszabadította a munkabérét, de további fedezet hiányában egy hónap múlva mindenkit elbocsátottak.  Október elején a telephelyen az áramot is kikapcsolták az előző évben 8 millió baromfit feldolgozó üzemben.
A teljes leállás miatt a cég partnereinek hozzávetőlegesen 1,7 milliárd forint kára keletkezett. A vállalatnál gyakorlatilag nem volt értékesíthető saját vagyon, így egyetlen hitelező sem juthatott követeléséhez a Zrt. 2009 májusi felszámolása során. A baromfineveléssel foglalkozó beszállítók egy új feldolgozóüzem létrehozását sürgették, amit a CIB Bank profilidegenségre hivatkozva nem vállalt. A kormány 2009 október végén jóváhagyta azt az egymilliárd forintos, államilag garantált hitelkeretet, amely a Zalabaromfi Zrt. beszállítóinak gondjait enyhítette.